# La rueda del tiempo (serie de televisión)
La rueda del tiempo (en inglés: The Wheel of Time; pronunciado /ðə ˈwiːl əv ˈtaɪm/) es una serie de televisión de fantasía épica estadounidense. La serie se basa en las novelas de Robert Jordan del mismo nombre y es producida por Rafe Judkins, Rick Selvage, Larry Mondragon, Ted Field, Mike Weber y Darren Lemke. La serie se estrenó el 19 de noviembre de 2021 y consta de ocho episodios que fueron emitidos hasta el 24 de diciembre de 2021 en Amazon Prime Video. En mayo de 2021, la serie se renovó para una segunda temporada, antes del estreno de la serie. En julio de 2022, fue renovada para una tercera temporada. En mayo de 2025, la serie fue cancelada.

## Premisa
La rueda del Tiempo narra la historia de Moraine, miembro de las Aes Sedai, una poderosa organización de mujeres que pueden canalizar el Poder Único. Moraine junto a su Guardián, Lan, buscan a un grupo de cinco jóvenes aldeanos de la apartada región de Dos Ríos en Andor, creyendo que uno de ellos es el Dragón Renacido, un canalizador extremadamente poderoso que rompió el mundo. Se profetiza que el Dragón Renacido salvará al mundo de un mal primordial conocido como el Oscuro o lo romperá una vez más.

## Elenco

### Principal
- Rosamund Pike como Moraine, miembro del grupo Aes Sedai[5]
- Daniel Henney como al'Lan Mandragoran, el guardián de Moiraine[6]
- Josha Stradowski como Rand al'Thor[7]
- Marcus Rutherford como Perrin Aybara[7]
- Zoë Robins como Nynaeve al'Meara[7]
- Barney Harris (1.ª temporada)[7] y Dónal Finn (2.ª y 3.ª temporada) como Mat Cauthon[8]
- Madeleine Madden como Egwene al'Vere[7]
- Abdul Salis como Eamon Valda, un capa Blanca[9]
- Fares Fares como Ishamael, también conocido como Ba'alzamon, mano derecha del Ser Oscuro. (temporadas 1-2)
- Álvaro Morte como Logain Ablar,[10] un hombre autoproclamado como el Dragón Renacido. (temporadas 2-3, recurrente temporada 1)
- Natasha O'Keeffe como Lanfear, conocida como "hija de la noche" (temporadas 2-3)

### Otras Aes Sedai y sus guardianes
- Kate Fleetwood como Liandrin Guirale, miembro del grupo Aes Sedai[4]
- Priyanka Bose como Alanna Mosvani, miembro del grupo Aes Sedai[11]
- Emmanuel Imani como Ihvon, guardián de Alanna[11]
- Taylor Napier como Maksim, guardián de Alanna[11]
- Sophie Okonedo como Siuan Sanche, miembro del grupo Aes Sedai[4]
- Clare Perkins como Kerene Nagashi, miembro del grupo Aes Sedai[4]
- Jennifer Cheon Garcia como Leane Sharif, miembro del grupo Aes Sedai[11]
- Joelle como Joiya Byir, miembro del grupo Aes Sedai[12]
- Meera Syal como Verin Mathwin, miembro del grupo Aes Sedai (temporadas 2-3)

### Secundarios
- Christopher Sciueref como Abell Cauthon[11]
- Juliet Howland como Natti Cauthon[11]
- Mandi Symonds como Daise Congar[11]
- Lolita Chakrabarti como Marin al'Vere[11]
- Michael Tuahine como Bran al'Vere[11]
- David Sterne como Cenn Buie[11]
- Stuart Graham como Geofram Bornhald, un capa Blanca[9]
- Kae Alexander como Min Farshaw[4]
- Peter Franzén como Stepin, un guardián[4]
- Pasha Bocarie como Master Grinwell[9]
- Jennifer K Preston como Mistress Grinwell[9]
- Darren Clarke como Basel Gill[9]
- Maria Doyle Kennedy como Illa, una gitana[11]
- Daryl McCormack como  Aram, un gitano[11]
- Narinder Samra como Raen, un gitano[11]
- Hammed Animashaun como Loial, un Ogier[10]
- Alexandre Willaume como Thom Merrilin, un gleeman[10]
- Johann Myers como Padan Fain, un comerciante ambulante[10]
- Michael McElhatton como Tam al'Thor[13]
- Laia Costa como Moghedien[14]

## Episodios
| Temporada | Temporada | Episodios | Episodios | Emisión original        | Emisión original        |
| Temporada | Temporada | Episodios | Episodios | Primera emisión         | Última emisión          |
| --------- | --------- | --------- | --------- | ----------------------- | ----------------------- |
|           | 1         | 8         | 8         | 19 de noviembre de 2021 | 24 de diciembre de 2021 |
|           | 2         | 8         | 8         | 1 de septiembre de 2023 | 6 de octubre de 2023    |
|           | 3         | 8         | 8         | 13 de marzo de 2025     | 17 de abril de 2025     |

### 1.ª temporada (2021)
Nota: Episodios que serán lanzados de la primera temporada.
| N.º en serie | N.º en temp. | Título                                                       | Dirigido por     | Escrito por                               | Fecha de lanzamiento original |
| ------------ | ------------ | ------------------------------------------------------------ | ---------------- | ----------------------------------------- | ----------------------------- |
| 1            | 1            | «Leavetakings» «La partida»                                  | Uta Briesewitz   | Rafe Judkins                              | 19 de noviembre de 2021       |
| 2            | 2            | «Shadow's Waiting» «Donde las sombras aguardan»              | Uta Briesewitz   | Amanda Shuman                             | 19 de noviembre de 2021       |
| 3            | 3            | «A Place of Safety» «Un refugio seguro»                      | Wayne Yip        | Los gemelos Clarkson                      | 19 de noviembre de 2021       |
| 4            | 4            | «The Dragon Reborn» «El Dragón renacido»                     | Wayne Yip        | Dave Hill                                 | 26 de noviembre de 2021       |
| 5            | 5            | «Blood Calls Blood» «La sangre llama a la sangre»            | Salli Richardson | Celine Song                               | 3 de diciembre de 2021        |
| 6            | 6            | «The Flame of Tar Valon» «La llama de Tar Valon»             | Salli Richardson | Justine Juel Gillmer                      | 10 de diciembre de 2021       |
| 7            | 7            | «The Dark Along the Ways» «La oscuridad reina en los Atajos» | Ciaran Donnelly  | Amanda Kate Shuman & Katherine B. McKenna | 17 de diciembre de 2021       |
| 8            | 8            | «The Eye of the World» «El Ojo del Mundo»                    | Ciaran Donnelly  | Rafe Judkins                              | 24 de diciembre de 2021       |

### 2.ª temporada (2023)
El primer episodio de la segunda temporada se titula "A Taste of Solitude", escrito por Amanda Kate Shuman.
| N.º en serie | N.º en temp. | Título                                                   | Dirigido por    | Escrito por                                     | Fecha de lanzamiento original |
| ------------ | ------------ | -------------------------------------------------------- | --------------- | ----------------------------------------------- | ----------------------------- |
| 9            | 1            | «A Taste of Solitude» «Un poco de soledad»               | Thomas Napper   | Amanda Kate Shuman                              | 1 de septiembre de 2023       |
| 10           | 2            | «Strangers and Friends» «Extraños y amigos»              | Thomas Napper   | Katherine B. McKenna                            | 1 de septiembre de 2023       |
| 11           | 3            | «What Might Be» «El reino de lo posible»                 | Sanaa Hamri     | John McCutcheon                                 | 1 de septiembre de 2023       |
| 12           | 4            | «Daughter of the night» «La hija de la noche»            | Sanaa Hamri     | Dave Hill                                       | 8 de septiembre de 2023       |
| 13           | 5            | «Damane»                                                 | Maja Vrvilo     | ohit Kumar, Rafe Judkins, Robert Jordan         | 15 de septiembre de 2023      |
| 14           | 6            | «Eyes Without Pity» «Ojos sin piedad»                    | Ciaran Donnelly | Rafe Judkins, Robert Jordan, Amanda Kate Shuman | 22 de septiembre de 2023      |
| 15           | 7            | «Daes Dae'mar» «---»                                     | Sanaa Hamri     | Justine Juel Gillmer                            | 29 de septiembre de 2023      |
| 16           | 8            | «What Was Meant to Be» «Lo que estaba destinado a pasar» | Sanaa Hamri     | Rafe Judkins, Timothy Earle                     | 6 de octubre de 2023          |

### 3.ª temporada (2025)
| N.º en serie | N.º en temp. | Título                                                     | Dirigido por     | Escrito por          | Fecha de lanzamiento original |
| ------------ | ------------ | ---------------------------------------------------------- | ---------------- | -------------------- | ----------------------------- |
| 17           | 1            | «To Race the Shadow» «A la caza de la Sombra»              | Ciaran Donnelly  | Justine Juel Gillmer | 13 de marzo de 2025           |
| 18           | 2            | «A Question of Crimson» «Una cuestión carmesí»             | Ciaran Donnelly  | Katherine B. McKenna | 13 de marzo de 2025           |
| 19           | 3            | «Seeds of Shadow» «Las semillas de la Sombra»              | Thomas Napper    | Beverly Okhio        | 13 de marzo de 2025           |
| 20           | 4            | «The Road to the Spear» «El camino a la lanza»             | Thomas Napper    | Rafe Judkins         | 20 de marzo de 2025           |
| 21           | 5            | «Tel'aran'rhiod - El mundo de los sueños»                  | Marta Cunningham | Ajoke Ibironke       | 27 de marzo de 2025           |
| 22           | 6            | «The Shadow in the Night» «La Sombra en la noche»          | Marta Cunningham | Rammy Park           | 3 de abril de 2025            |
| 23           | 7            | «Goldeneyes» «Ojos Dorados»                                | Ciarán Donnelly  | Dave Hill            | 10 de abril de 2025           |
| 24           | 8            | «He Who Comes with the Dawn» «Aquel que llega con el alba» | Ciarán Donnelly  | Justine Juel Gillmer | 17 de abril de 2025           |

## Producción

### Origen
En 2000, NBC adquirió los derechos de las novelas de fantasía de Robert Jordan, The Wheel of Time, pero finalmente no procedió con la producción. En 2004, Jordan vendió los derechos de películas, televisión, videojuegos y cómics de la serie a la productora Red Eagle Entertainment. En 2015, Red Eagle Entertainment pagó tiempo de transmisión a la red de cable FXX para transmitir Winter Dragon, un piloto de 22 minutos para una posible serie de The Wheel of Time protagonizada por Billy Zane y Max Ryan que permitió a Red Eagle conservar los derechos del proyecto. Posteriormente, la empresa demandó a la viuda de Jordan, Harriet McDougal, por sus comentarios sobre el piloto y la demanda se resolvió en 2016.

### Desarrollo
El 20 de abril de 2017 se anunció una nueva adaptación de la serie, producida por Sony Pictures Television en asociación con Red Eagle Entertainment y Radar Pictures. Se esperaba que Rafe Judkins fuera el showrunner de la serie y el productor ejecutivo junto a Rick Selvage, Larry Mondragon, Ted Field, Mike Weber y Darren Lemke. McDougal estaba destinado a servir como productor consultor. Para octubre de 2018, la serie había estado en desarrollo durante un año y Amazon Studios había acordado producirla. Uta Briesewitz fue confirmada como directora de los dos primeros episodios en febrero de 2019. El 20 de mayo de 2021, Amazon renovó la serie para una segunda temporada antes del estreno de la serie. El 21 de julio de 2022, antes del estreno de la segunda temporada, Amazon renovó la serie para una tercera temporada.

### Casting
Rosamund Pike fue elegida como la protagonista de Moraine en junio de 2019. Se anunciaron otros miembros principales del reparto en agosto de 2019: Daniel Henney como Lan Mandragoran, Josha Stradowski como Rand al'Thor, Marcus Rutherford como Perrin Aybara, Zoë Robins como Nynaeve al'Meara, Barney Harris como Mat Cauthon y Madeleine Madden como Egwene al'Vere.
En septiembre de 2021, Dónal Finn fue elegido como Mat Cauthon para la segunda temporada cuando se anunció que Harris no regresaría después de la primera temporada. En octubre, Ceara Coveney, Natasha O'Keeffe y Meera Syal se unieron al elenco como personajes recurrentes de la serie para la segunda temporada. En diciembre se confirmó la incorporación de Guys Roberts como Uno Nomesta, Arnas Fedaravicius como Masema Dagar, y Gregg Chillingirian como Ingtar Shinowa. En abril de 2022, se anunció a la actriz Ayoola Smart como Aviendha.
En diciembre de 2024, fue confirmado el papel para Shohreh Aghdashloo como Elaida a'Roihan para la tercera temporada. El casting se completó con Olivia Williams como Morgase Trakand, Luke Fetherston como Gawyn Trakand, Callum Kerr como Galad Trakand, y Nuno Lopes como Lord Gaebril.

### Música
El showrunner, Rafe Judkins, explicó que para la banda sonora no quería recurrir a ningún "cliché del género". El compositor, Lorne Balfe, fue contratado para su desempeño. Cogió de referencia sonidos célticos y balineses. El primer álbum de los cuatro que conforman la banda sonora de la primera temporada titulado, "The First Turn", fue publicado el 12 de noviembre de 2021 en formato CD, LP y descarga digital por Milan Records.
Balfe fue confirmado para la segunda temporada en enero de 2022. The Wheel of Time: Season 2, Volume 1 fue lanzada el 8 de septiembre de 2023, y The Wheel of Time: Season 2, Volume 2 el 22 de septiembre.

### Efectos visuales
A principios de 2020, Julian Perry fue elegido como supervisor de los efectos visuales para la serie. La compañía de efectos especiales, Cinesite, fue confirmada para el desempeño en abril de 2020. Adicionalmente otras empresas también han colaborado en el desarrollo de la serie como: MPC Episodic, Outpost VFX, Automatik VFX, Union VFX, RISE, DNEG, Framestore, Scanline, Zelda VFX o Ombrium VFX.

### Rodaje
El rodaje de la primera temporada comenzó el 16 de septiembre de 2019. El rodaje en Praga se detuvo en marzo de 2020 debido a la pandemia de COVID-19, pero se reanudó en abril de 2021 y concluyó en mayo de 2021.
El rodaje de la segunda temporada comenzó el 19 de julio de 2021 y concluyó en Praga en febrero de 2022. Otras localizaciones del rodaje incluyeron: Jindřichův Hradec, Calanchi Di Aliano, Ginosa, Barrandov Studios, o Marruecos. La tercera temporada se rodó entre abril de 2023 y marzo de 2024, entre República Checa, y Sudáfrica.

## Lanzamiento
La serie se estrenó en Amazon Prime Video el 19 de noviembre de 2021, con los primeros 3 episodios disponibles de inmediato y el resto debutará semanalmente hasta el 24 de diciembre de 2021, el final de la temporada. Los dos primeros episodios se estrenaron en cines de Londres, Reino Unido y ciudades selectas de los Estados Unidos El 15 de noviembre de 2021, antes del lanzamiento en streaming de los primeros tres episodios.

## Recepción
El sitio web de reseñas Rotten Tomatoes, informa una calificación de aprobación del 68% con una calificación promedio de 6.9 de 10, basada en 44 críticas. El consenso de los críticos dice: "Las revoluciones de La Rueda del Tiempo pueden ser un poco chirriantes cuando trata de destacarse de otras series de fantasía, pero logran admirablemente hacer que la epopeya de Robert Jordan sea accesible para los no iniciados". Metacritic, que utiliza un promedio ponderado, asignó un puntaje de 55 sobre 100 basado en 21 críticas, lo que indica "críticas mixtas o promedio".
Ed Power de The Daily Telegraph le dio a la serie 4 de 5 estrellas, escribiendo: "En sus primeros episodios, esta gran Rueda tiene suficiente barrido, mística e impulso para sugerir que puede seguir girando y darle a Amazon el éxito global que tanto anhela". Keith Phipps, de TV Guide, también le dio a la serie 4 de 5 estrellas, escribiendo: "Lo más importante es que funciona como una pieza de narración, creando un universo ficticio elaborado, pero también razones para que los espectadores se preocupen por el destino de ese universo y se sientan intrigados por lo que sucederá a continuación". Lucy Mangan de The Guardian le dio a la serie 3 de 5 estrellas, escribiendo: "Está absolutamente bien. Tiene brío, tiene estilo y tiene suficientes eventos portentosos de final de libro de voz en off para hacer que todo parezca de gran importancia". John Doyle, de The Globe and Mail, escribió que la serie tenía "cierto encanto en su descripción de la gente corriente que vive en este hermoso pero tenso lugar", pero la criticó por lo que describió como "una dependencia excesiva de los efectos especiales y el espectáculo, a la punto en el que preferiría volver con las personas involucradas ". Preeti Chibber de Polygon declaró: "La Rueda del Tiempo es un comienzo muy fuerte para una serie muy esperada y creada por alguien que tiene una comprensión clara de cómo las adaptaciones pueden dispararse al complementar su material original en lugar de simplemente copiarlo". Mini Anthikad Chhibber de The Hindu describió ver los dos primeros episodios de la serie como "una experiencia divertida" y elogió las imágenes y la acción.
Alan Sepinwall de Rolling Stone le dio a la serie 2 de 5 estrellas, elogiando las imágenes del programa y escribiendo que "puede atraer a algunos fanáticos de la fantasía hambrientos por cualquier bocado de magia y maravilla", pero agregó: "todo está vacío, aunque caro , calorías ". Fiona Sturges del Financial Times también le dio a la serie 2 de 5 estrellas, escribiendo: "Si bien hay suficiente violencia y falso misticismo para mantener felices a los fanáticos del género, las interacciones humanas convincentes son más difíciles de encontrar". Agard, que escribe para Entertainment Weekly, notó una falta de desarrollo de personajes a pesar de la capacidad de observación general de la serie. Variety criticó la serie por acelerar demasiado la historia. Brian Lowry de CNN describió la serie como "la versión de El señor de los anillos para los pobres de Amazon", y escribió: "los personajes simplemente no poseen suficiente pop para atraer a aquellos que no vienen inmersos en la mitología, y los efectos especiales son desiguales ".

### Premios y nominaciones
| Año  | Premiación                              | Categoría                                   | Nominado(s)                                                                           | Resultado | Ref.   |
| ---- | --------------------------------------- | ------------------------------------------- | ------------------------------------------------------------------------------------- | --------- | ------ |
| 2022 | Premios de la Unión de Actores          | Mejor actor en una producción internacional | Álvaro Morte                                                                          | Nominado  | [ 74 ] |
| 2022 | Hugo Awards                             | Best Dramatic Presentation, Short Form      | Salli Richardson-Whitfield and Justine Juel Gillmer (for "The Flame of Tar Valon")    | Nominado  | [ 75 ] |
| 2022 | Premios Saturn                          | Mejor serie de fantasía (Streaming)         | The Wheel of Time                                                                     | Nominada  | [ 76 ] |
| 2024 | British Academy Television Craft Awards | Mejores efectos especiales                  | Andy Scrase, Patricia Llaguno, Beau Garcia, Oliver Winwood, Huw Evans, Jodie Davidson | Nominado  | [ 77 ] |